# Bodélé

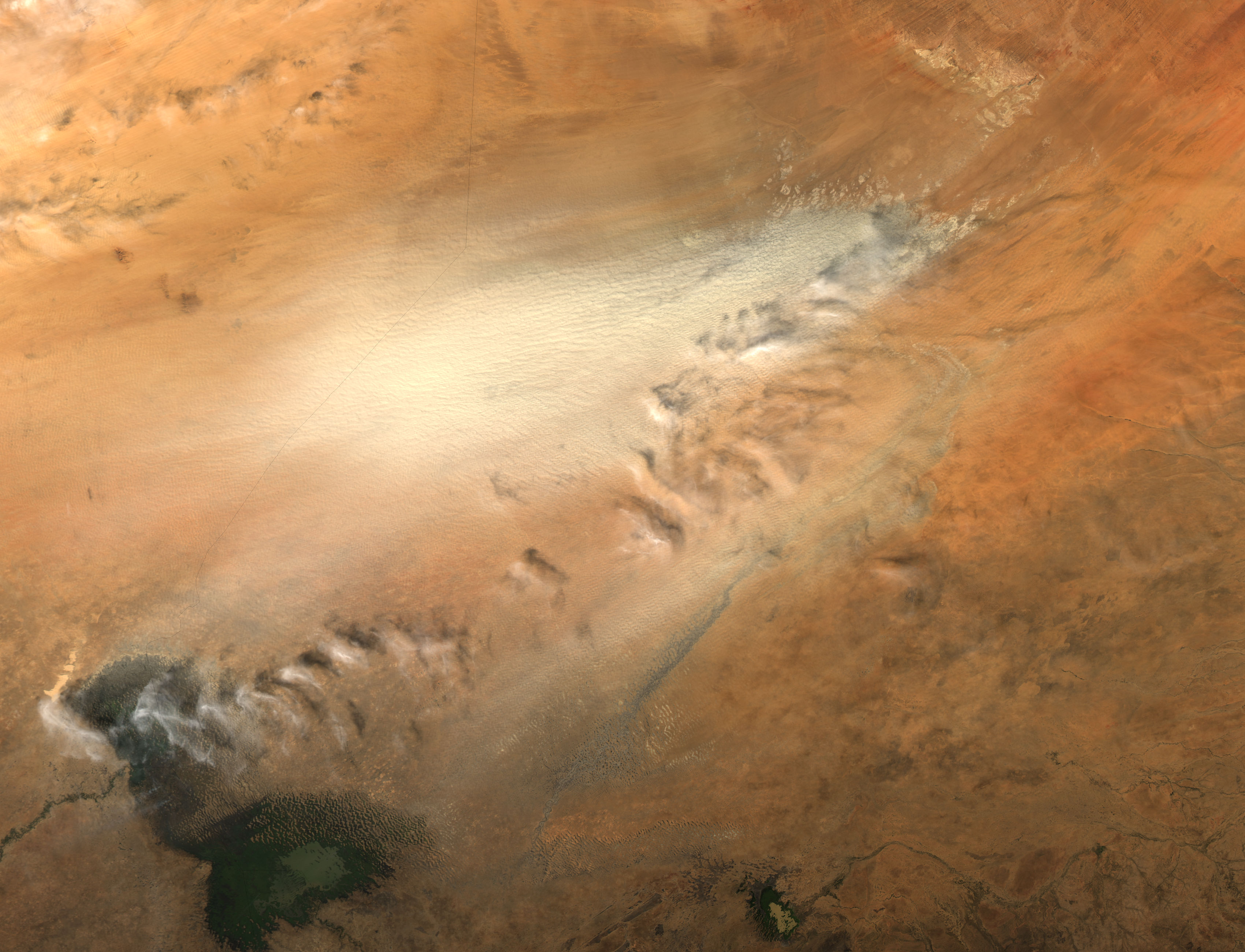
La depressione di Bodélé (in alto a destra) con una tempesta di polvere che investe il lago Ciad.

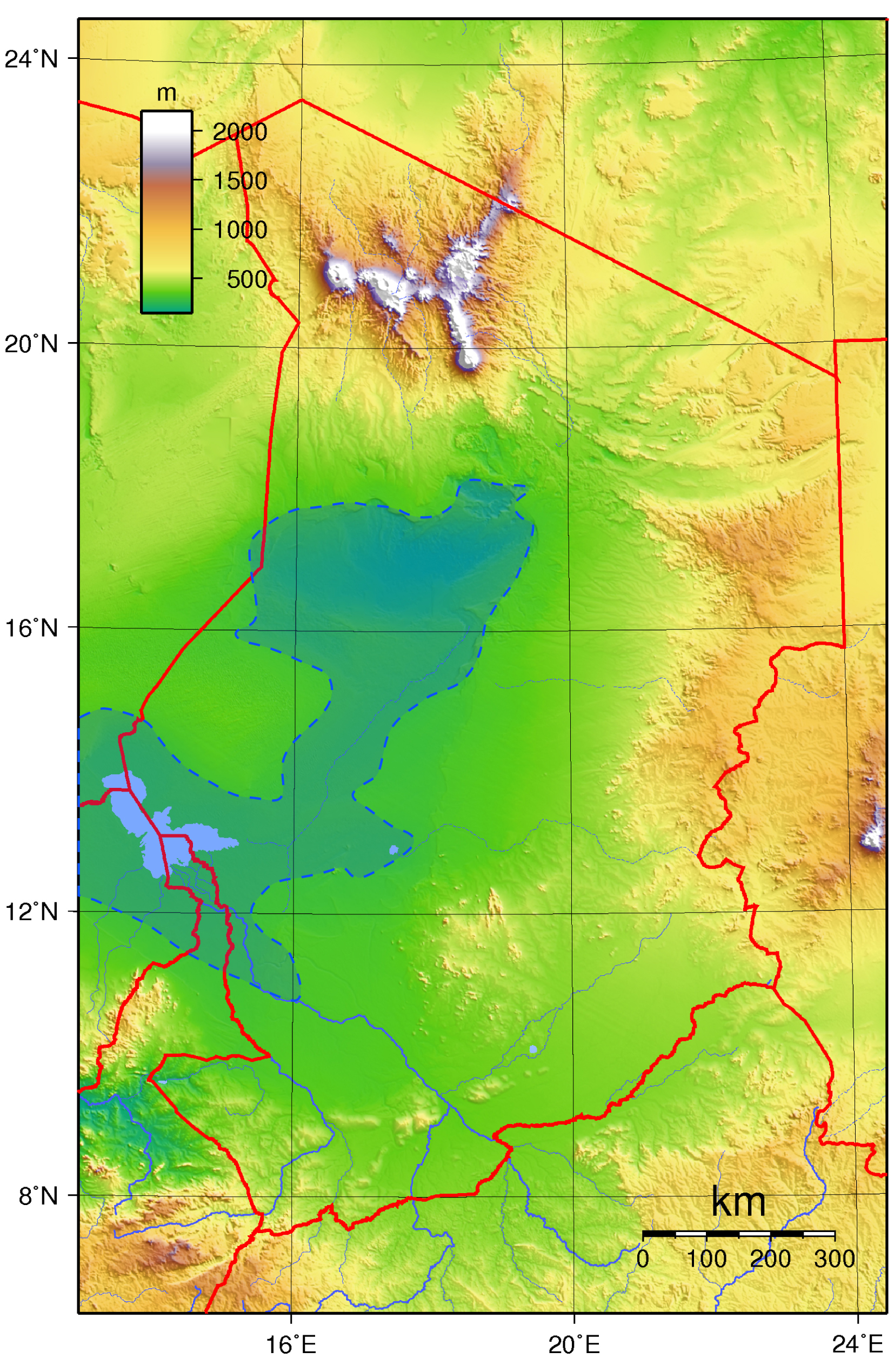
Il lago Mega-Ciad. Si riconoscono l'attuale lago Ciad (in colore azzurro chiaro) e le due articolazioni, la più settentrionale delle quali corrisponde al Bodélé.

Il Bodélé è una depressione situata nel Ciad settentrionale, nel deserto del Sahara. Rappresenta il punto di minore altitudine del paese, situato fra i vasti altopiani del Tibesti e dell'Ennedi.
La depressione è nota ai meteorologi perché è una delle più grandi e più attive sorgenti di polvere del mondo. La polvere del Bodélé, che i venti trasportano in altre zone del mondo, si forma principalmente sul fondo di un insieme di laghi che vengono inondati di acqua fangosa nella stagione delle piogge e seccano nella stagione asciutta. Le dinamiche precise della circolazione dei venti e della polvere nel Bodèlè non sono state ancora del tutto comprese. Dati recenti della NASA mostrano una velocità di spostamento delle tempeste di polvere in contrasto con le previsioni fatte sulla base di modelli meteorologici tradizionali.
Migliaia di anni fa, intorno al 7000 a.C., durante il periodo umido africano, quando il Sahara aveva il clima della savana (neolitico subpluviale), la depressione del Bodélé faceva parte di un lago molto grande, chiamato Mega-Ciad, con un'estensione massima di 400 000 chilometri quadrati (più grande del Mar Caspio) e profondo fino a 183 metri. Intorno al 3900 a.C. il Sahara ricominciò un meccanismo di inaridimento; il lago Bodèlè si isolò dal lago Ciad, finché non scomparì del tutto verso il 2000 a.C. quando l'area ritornò ad essere un deserto. L'area fu abitata da due popoli in tempi antichi: i Kiffian (10000-8000 a.C.) e i teneriani (5000-2500 a.C.).